# Comuna Ukromne, Simferopol
Ukromne (în ucraineană Укромне) este o comună în raionul Simferopol, Republica Autonomă Crimeea, Ucraina, formată din satele Sovhozne și Ukromne (reședința).

## Demografie
Componența lingvistică a comunei Ukromne
     Rusă (72,95%)
     Tătară crimeeană (18,73%)
     Ucraineană (7,55%)
     Alte limbi (0,18%)
Conform recensământului din 2001, majoritatea populației comunei Ukromne era vorbitoare de rusă (72,95%), existând în minoritate și vorbitori de tătară crimeeană (18,73%) și ucraineană (7,55%).